# أليكس هيل
أليكس هيل (بالإنجليزية: Alex Hill)‏ هو عازف جاز وعازف بيانو أمريكي، ولد في 19 أبريل 1906 في ليتل روك في الولايات المتحدة، وتوفي بنفس المكان في 1 فبراير 1937 بسبب سل.

## وصلات خارجية
- أليكس هيل على موقع ميوزك برينز (الإنجليزية)
- أليكس هيل على موقع قاعدة بيانات برودواي على الإنترنت (الإنجليزية)
- أليكس هيل على موقع أول ميوزيك (الإنجليزية)
- أليكس هيل على موقع ديسكوغز (الإنجليزية)